# Leptotarsus (Macromastix) dispar
Leptotarsus dispar is een tweevleugelig insect uit de familie langpootmuggen (Tipulidae). De soort komt voor in het Australaziatisch gebied.